# Miente
Miente é um filme de drama e suspense portorriquenho de 2009 dirigido e escrito por Rafi Mercado. Foi selecionado como representante de Porto Rico à edição do Oscar 2011, organizada pela Academia de Artes e Ciências Cinematográficas.
O filme foi exibido em diversos festivais de cinema ao redor do mundo, tendo conquistado o prêmio de melhor diretor no Havana Filme Festival.

## Elenco
- Oscar H. Guerrero - Henry
- Maine Anders - Jane
- Yamil Collazo - Samuel
- Teresa Hernández - Marta
- Eyra Aguero Joubert - Mistress Latipa
- Efraín López Neris - Charlie
- Rafel Perez-Veve - Thief
- Frank Perozo - Diff